# Барсучиха Стикс
Барсучиха Стикс (яп. スティックス・ザ・バジャー Сутиккусу дза Бадзя:, англ. Sticks the Badger) — персонаж франшизы Sonic Boom, являющейся ответвлением основной серии видеоигр Sonic the Hedgehog от компании Sega.
Стикс — оранжевая антропоморфная барсучиха, созданная совместными усилиями компаний Big Red Button, Sanzaru Games, Sega of America и OuiDo! Productions. Среди персонажей серии известна недоверчивым и параноидальным поведением и нелюбовью к технике. Благодаря долгому пребыванию в джунглях барсучиха обладает навыками выживания, охоты, создания оружия из дерева. Её оружие — самодельный бумеранг.
В основном Стикс разделила крайне негативные оценки критиков с первыми играми серии Sonic Boom. Многим обозревателям не пришлись по вкусу её безумный характер и поведение, а также отсутствие предыстории появления. Тем не менее, некоторые рецензенты всё же посчитали Стикс приятным дополнением к серии, а другие выразили надежду на более лучшее представление персонажа в будущих медиа-проектах по франшизе.

## Общая характеристика
Стикс является антропоморфной барсучихой оранжевого цвета с двумя коричневыми полосами, начинающиеся от глаз, идущих вверх к ушам и заканчивающиеся у конца косичек, закреплённых каштановыми верёвочками. Она носит одежду сероватых оттенков, состоящую из тьюб-топа и юбки, закреплённой у талии такими же каштановыми верёвочками, что и косички. На шее носит ожерелье, украшенное красным и синим бисером, ракушкой и золотым кольцом. На плече правой руки носит замкнутый золотой браслет, на запястье левой — серебряный спиралеобразный. Обута в серого цвета сапоги, правый из которых имеет меховую манжету, а левый — железное крепление. Рост барсучихи равен 85 сантиметрам, вес и точный возраст неизвестны.
Большинство отличительных черт характера и поведения Стикс являются следствием её довольно долгого отшельничества в джунглях. Она с большой подозрительностью относится к окружающим людям и часто не доверяет им. Часто у неё проявляются признаки паранойи. Барсучиха не любит пользоваться техникой, так как не доверяет ей, из-за чего имеет проблемы во взаимоотношениях с Тейлзом. Из-за вышеописанных особенностей характера у героини имеются затруднения в понимании некоторых аспектов социальной жизни. Лучшими друзьями Стикс являются Эми Роуз, которая часто помогает героине советами по тем или иным жизненным ситуациям, а также ёж Соник, ехидна Наклз и лисёнок Тейлз. Как и её друзья, Стикс противостоит злобным намерениям доктора Эггмана, однако, в отличие от друзей, она постоянно подозревает его в злодейских умыслах даже в те моменты, когда тот не проявляет враждебности и занимается повседневными делами. Иногда её подозрения подтверждаются, и в итоге всё заканчивается именно так, как она и предчувствовала.
Несмотря на эти минусы, Стикс научилась извлекать пользу от долгого пребывания в джунглях: она очень хорошо ориентируется в лесу, может создавать и мастерски использовать оружие из дерева, имитировать пение птиц, и так далее. В сражениях использует собственноручно сделанный деревянный бумеранг, которым пользуется как в дальнем, так и в ближнем бою, а в видеоиграх может атаковать своих врагов, подпрыгивая в воздух и сворачиваясь в шар. Стикс также способна использовать homing attack, атакуя ближайшего противника в прыжке с самонаведением, а приём sprint позволяет ей разгоняться до огромной скорости. Несмотря на способность пользоваться приёмом spin attack в Sonic Dash 2: Sonic Boom, в мультсериале героиня говорит, что не умеет делать данную атаку.

## Появления
Впервые Стикс появилась в игре Sonic Boom: Rise of Lyric, где, однако, играла второстепенную роль и была неиграбельна. Здесь у барсучихи можно выменять собираемые на уровнях блестяшки на короны, которые используются для покупки улучшений приёмов персонажей. Первой игрой, в которой героиня сыграла одну из основных ролей, была Sonic Boom: Shattered Crystal, чей релиз состоялся одновременно с Rise of Lyric и для которой данная игра является сиквелом. В ней Стикс присоединяется к Сонику, Тейлзу и Наклзу в целях спасти свою лучшую подругу Эми от злодея Лирика.
Несмотря на то, что Стикс была создана специально для франшизы Sonic Boom, она также появилась и в основной серии видеоигр о синем еже: в Sonic Runners, где она является персонажем скоростного типа, и Sonic Dash 2: Sonic Boom. Также она появилась и в игре серии Mario & Sonic — Mario & Sonic at the Rio 2016 Olympic Games.
Играя роль одного из главных персонажей Sonic Boom, Стикс появляется почти в каждой серии и выпусках одноимённых мультсериала и серии комиксов, в которых вместе с друзьями противостоит козням доктора Эггмана. Также она стала одним из нескольких персонажей Sonic Boom, присутствующих в сюжетной арке «Worlds Unite» (Объединение миров) — кроссовере вселенных серий комиксов Sonic the Hedgehog, Sonic Universe, Sonic Boom и Mega Man.

## Идея и создание
Созданием образа Стикс занимались сотрудники компаний Big Red Button, Sanzaru Games, Sega of America и OuiDo! Productions. В интервью сайту Comicosity.com сопродюсер Билл Фрейбергер заявил, что героиня довольно часто является посредником его «авторских сообщений». Именно поэтому она может сказать что-нибудь абсурдное, а в конце эпизода может оказаться права́. Во время разработки персонажа, Стикс, как и все другие главные персонажи Sonic Boom, носила спортивные ленты, благодаря которым крепились её косички. Позднее данная деталь была убрана из окончательного дизайна. Персонаж был официально представлен публике 29 мая 2014 года, однако ещё до анонса в сеть утекли фотографии концепт-артов новых персонажей, среди которых была и героиня, и рекламный постер, на котором Стикс впервые была запечатлена вместе с главными героями. Поклонники поначалу ошибочно узнавали в Стикс енотиху Марин из Sonic Rush Adventure из-за схожего дизайна.

### Озвучивание
Озвучила барсучиху на английском языке актриса Ника Футтерман, известная по озвучиванию Асажж Вентресс из мультсериала «Звёздные войны: Войны клонов». На французском языке героиню озвучила Клэр Морин. Изначально Sega не планировала выпускать игры серии Sonic Boom на территории Японии, однако позже компания пересмотрела свои планы и приняла решение локализовать в этой стране данную серию под несколько иным названием — Sonic Toon. На японском языке Стикс говорит голосом сэйю Аои Юки. В русском дубляже мультсериала «Соник Бум» героиню озвучила Ольга Кузнецова.

## Восприятие
Пресса в основном негативно оценила появление Стикс в компьютерных играх. Рецензенты IGN и GamesRadar в обзорах Sonic Boom: Shattered Crystal назвали её «инфантильной» и «неприятной идиоткой». «Соник действительно нуждается в друзьях получше», — заявил Дэвид Дженкинс из британского сайта Metro, говоря о Стикс. Александр Крыков из IGN Russia посчитал, что несерьёзный сюжет Shattered Crystal полностью испортил персонажей: «Во имя этих шуток Наклза пришлось сделать тупым качком, а барсучиху Стикс вообще лишить хотя бы зачатков интеллекта». В рецензии по мультсериалу обозреватель Sonic Stadium Джейсон Берри задавался вопросом: зачем была создана Стикс. Он отметил, что героиня похожа на тип новых персонажей, которые используются «в длительных комических сценах, когда у них [создателей] иссякают идеи». Несмотря на замечания, Берри посчитал, что Стикс может быть довольно хорошим персонажем при должном написании сюжета. Обозреватель Game Informer Брайан Шей поставил Стикс на девятое место в своём списке «10 самых худших персонажей в истории Sonic the Hedgehog», прокомментировав своё решение следующим образом: «странный момент: она была добавлена к главным героям <…> во вселенной „Соник Бум“, но, благодаря нелепым изменениям в их дизайне, Стикс может стать моим любимым персонажем в „Соник Бум“. Тем не менее, она не подходит к остальным главным героям и, как следствие, она разочаровывает и, временами, раздражает». Некоторые журналисты о новом персонаже отзывались более положительно. Крис Картер из Destructoid, обозревая Shattered Crystal, назвал Стикс «приятным дополнением», а в обзоре двух премьерных серий «Соник Бум» от TSSZ News все персонажи, в том числе и барсучиха, удостоились похвал, как и работа их актёров озвучивания.